# Kawaguchi Naoki
Naoki Kawaguchi (sinh ngày 24 tháng 5 năm 1994) là một cầu thủ bóng đá người Nhật Bản.

## Sự nghiệp câu lạc bộ
Naoki Kawaguchi đã từng chơi cho Albirex Niigata và Shimizu S-Pulse.